# Greatest Hits (album d'Ice Cube)
Pour les articles homonymes, voir Greatest Hits.
Albums de Ice Cube
War and Peace - Volume 2 (The Peace Disc)
(2000) Laugh Now, Cry Later
(2006)
Singles
1. $100 Bill Y'all
Sortie : 2001

Greatest Hits est une compilation d'Ice Cube, sortie le  4 décembre 2001.
L'album s'est classé 11e au Top R&B/Hip-Hop Albums et 54e au Billboard 200.

## Liste des titres
| No  | Titre                                                                                         | Album original                            | Durée |
| --- | --------------------------------------------------------------------------------------------- | ----------------------------------------- | ----- |
| 1.  | Pushin' Weight (featuring Mr. Short Khop – Produit par N.O. Joe)                              | War and Peace - Volume 1 (The War Disc)   | 4:34  |
| 2.  | Check Yo Self (Remix) (featuring Das EFX – Produit par DJ Pooh et Ice Cube)                   | Bootlegs & B-Sides                        | 4:15  |
| 3.  | We Be Clubbin' (Produit par Dutch)                                                            | Bande originale du film The Players Club  | 4:46  |
| 4.  | $100 Dollar Bill Ya'll (Produit par Rockwilder)                                               | Inédit                                    | 3:39  |
| 5.  | Once Upon a Time in the Projects (Produit par The Bomb Squad)                                 | AmeriKKKa's Most Wanted                   | 3:40  |
| 6.  | Bow Down (Interprété par Westside Connection – Produit par Bud'da)                            | Bow Down de Westside Connection           | 3:26  |
| 7.  | Hello (featuring Dr. Dre et MC Ren – Produit par Dr. Dre et Mel-Man)                          | War and Peace - Volume 2 (The Peace Disc) | 3:51  |
| 8.  | You Can Do It (featuring Mack 10 et Ms. Toi – Produit par One Eye)                            | War and Peace - Volume 2 (The Peace Disc) | 4:19  |
| 9.  | You Know How We Do It (Produit par QD III)                                                    | Lethal Injection                          | 3:52  |
| 10. | It Was a Good Day (Produit par DJ Pooh)                                                       | The Predator                              | 4:20  |
| 11. | Bop Gun (One Nation) (Radio Edit) (featuring George Clinton – Produit par Ice Cube et QD III) | Lethal Injection                          | 4:47  |
| 12. | What Can I Do (Remix) (featuring Mack 10 – Produit par 88 X Unit – Remix de D'Maq et Lay Law) | Lethal Injection                          | 4:24  |
| 13. | My Summer Vacation (Produit par Boogiemen et Ice Cube)                                        | Death Certificate                         | 3:56  |
| 14. | Steady Mobbin' (Produit par Boogiemen et Ice Cube)                                            | Death Certificate                         | 4:09  |
| 15. | Jackin' For Beats (Produit par Chilly Chill, Ice Cube et Sir Jinx)                            | Kill at Will                              | 2:57  |
| 16. | The Nigga Ya Love To Hate (Produit par The Bomb Squad et Ice Cube)                            | AmeriKKKa's Most Wanted                   | 3:13  |
| 17. | In the Late Night Hour (featuring Pusha T – Produit par The Neptunes)                         | Inédit                                    | 3:57  |